# HD 85512
HD 85512 (auch Gliese 370) ist ein einzelner, oranger Hauptreihenstern (K5 V), der etwa 37 Lichtjahre von der Erde entfernt ist und im Sternbild Vela liegt.

## Planetensystem

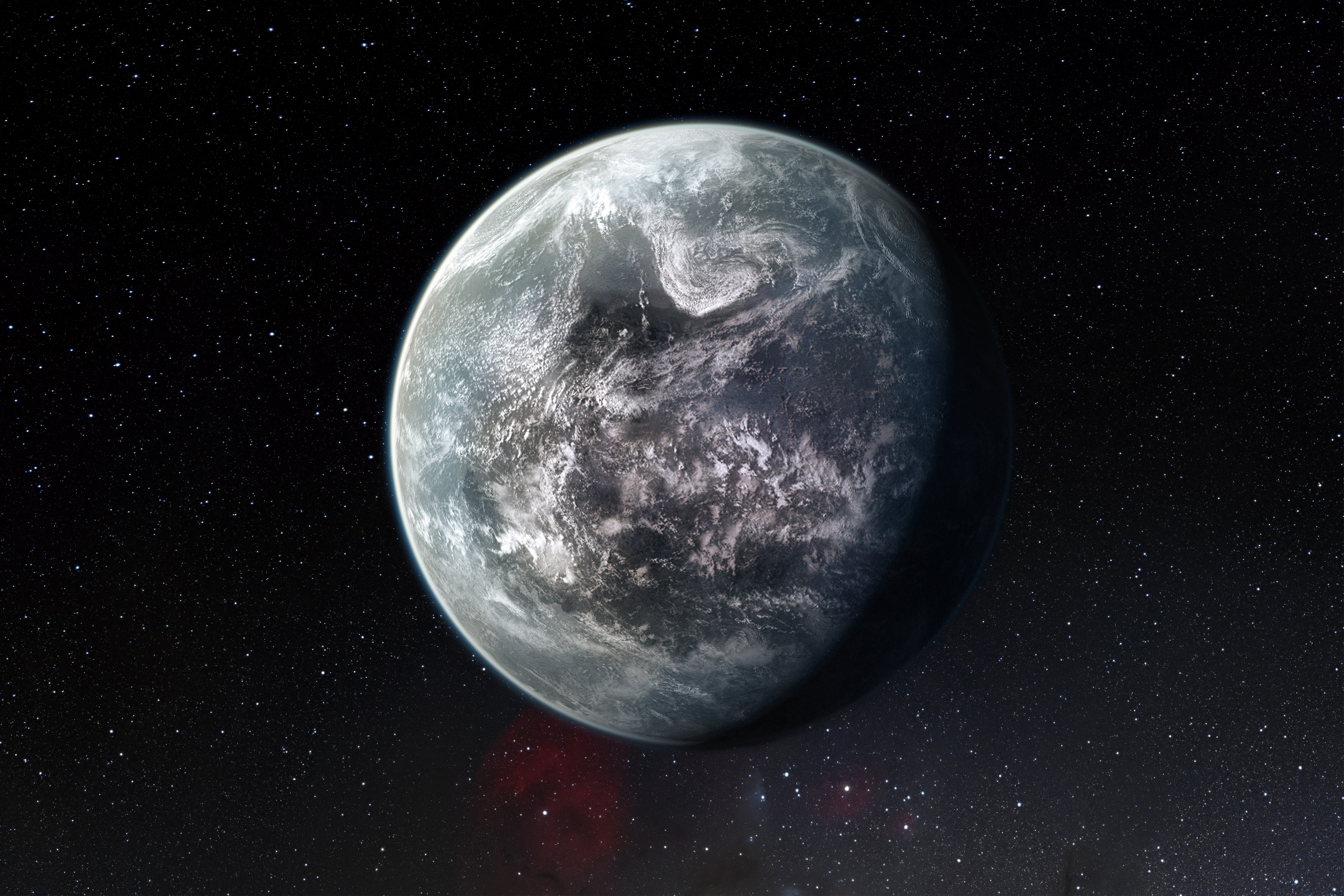
Künstlerische Darstellung von HD 85512 b

Am 19. August 2011 wurde mit dem High Accuracy Radial Velocity Planet Searcher (HARPS) festgestellt, dass HD 85512 einen 3,6 Erdmassen schweren Planet hat, welcher „gerade innerhalb“ der Habitablen Zone liegt. Der Planet, HD 85512 b, könnte potenziell kühl genug für flüssiges Wasser sein, wenn der Planet mehr als 50 % Bewölkung aufweist.